# Stazione meteorologica di Monte Porzio
La stazione meteorologica di Monte Porzio è la stazione meteorologica di riferimento relativa alla località di Monte Porzio.

## Coordinate geografiche
La stazione meteorologica si trova nell'area climatica dell'Italia centrale, nelle Marche, in provincia di Pesaro e Urbino, nel comune di Monte Porzio, a 110 metri s.l.m. e alle coordinate geografiche 43°41′N 13°02′E.

## Dati climatologici
In base alla media trentennale di riferimento 1961-1990, la temperatura media del mese più freddo, gennaio, si attesta a +4,2 °C, quella del mese più caldo, luglio, è di +22,5 °C .
| Monte Porzio       | Mesi | Mesi | Mesi | Mesi | Mesi | Mesi | Mesi | Mesi | Mesi | Mesi | Mesi | Mesi | Stagioni | Stagioni | Stagioni | Stagioni | Anno |
| Monte Porzio       | Gen  | Feb  | Mar  | Apr  | Mag  | Giu  | Lug  | Ago  | Set  | Ott  | Nov  | Dic  | Inv      | Pri      | Est      | Aut      | Anno |
| ------------------ | ---- | ---- | ---- | ---- | ---- | ---- | ---- | ---- | ---- | ---- | ---- | ---- | -------- | -------- | -------- | -------- | ---- |
| T. max. media (°C) | 8,6  | 10,3 | 13,6 | 17,6 | 21,7 | 26,5 | 30,3 | 29,5 | 25,6 | 19,4 | 14,1 | 9,7  | 9,5      | 17,6     | 28,8     | 19,7     | 18,9 |
| T. min. media (°C) | −0,3 | 0,7  | 3,2  | 6,1  | 9,8  | 12,9 | 14,6 | 14,4 | 12,1 | 8,4  | 4,0  | 0,8  | 0,4      | 6,4      | 14,0     | 8,2      | 7,2  |